# Idioma protoitálico
El protoitálico es el ancestro del que derivan todas las lenguas itálicas conocidas como el osco, el umbro, el falisco, el latín, entre otras. A pesar de carecer de registros escritos, su vocabulario ha sido reconstruido con la ayuda del método comparativo de la lingüística histórica.
Posiblemente se habló durante el 1500 al 1000 a. C. y es una lengua que se desarrolló a partir del protoindoeuropeo (PIE). Es probable que haya tenido una estrecha conexión con el protocelta según la hipótesis de la relación italo-celta.

## Historia
Según la evidencia glotocronológica, se cree que el protoitálico se separó de los arcaicos dialectos protoindoeuropeos occidentales en algún momento antes del 2500 a. C. Originalmente lo hablaban las tribus itálicas al norte de los Alpes antes de que se trasladaran al sur, a la península itálica, durante la segunda mitad del segundo milenio a. C. La evidencia lingüística también apunta a contactos tempranos con hablantes de griego y de protogermánico.
Aunque no se puede establecer con certeza una ecuación entre evidencia arqueológica y lingüística, el idioma protoitálico generalmente se asocia con las culturas Terramaras (1700-1150 a. C.) y con la de Villanova (900-700 a. C.).

## Fonología

### Consonantes
|             | Bilabial | Dental  | Alveolar | Palatal | Velar | Labiovelar |
| ----------- | -------- | ------- | -------- | ------- | ----- | ---------- |
| Nasal       | m        |         | n        |         | (ŋ)   |            |
| Oclusiva    | p b      | t d     |          |         | k ɡ   | kʷ ɡʷ      |
| Fricativa   | ɸ (β)    | θ? (ð)? | s (z)    |         | x (ɣ) | xʷ? (ɣʷ)?  |
| Vibrante    |          |         | r        |         |       |            |
| Lateral     |          |         | l        |         |       |            |
| Aproximante |          |         |          | j       |       | w          |

- [ŋ] era un alófono de /n/ antes de una consonante velar.
- Las fricativas sonoras [β], [ð], [ɣ], [ɣʷ] y [z] estaban en distribución complementaria con fricativas sordas iniciales de palabra [ɸ], [θ], [x], [xʷ] y [s], por lo tanto originalmente eran simplemente alófonos el uno del otro. Sin embargo, en algún momento del período protoitálico, la alofonía fue interrumpida por la pérdida de los alófonos sordos [θ] y [xʷ], que se fusionaron con [ɸ].
Los estudiosos no están de acuerdo sobre si reconstruir el protoitálico con los fonemas /θ ~ ð/ y /xʷ ~ ɣʷ/ (asumiendo por lo tanto que la fusión con [ɸ] fue un cambio de área posterior que se extendió a todos los dialectos existentes, posiblemente ocurriendo simultáneamente con o después de la pérdida de las fricativas sonoras correspondientes), o reconstruir el protoitálico con los alófonos sordos de los fonemas fusionados en /ɸ ~ β/, y sus alófonos sonoros convirtiéndose en fonemas independientes /ð/, /ɣʷ/. Ambos sonidos son relativamente poco comunes en varios idiomas y, finalmente, se eliminaron en todos los idiomas posteriores, pero de manera diferente en cada uno.[3][4][5][6][7]

### Vocales
|         | Frontal | Central | Posterior |
| ------- | ------- | ------- | --------- |
| Cerrada | i       |         | u         |
| Media   | e       | (ə)     | o         |
| Abierta | a       | a       | a         |

|         | Frontal | Central | Posterior |
| ------- | ------- | ------- | --------- |
| Cerrada | iː      |         | uː        |
| Media   | eː      |         | oː        |
| Abierta | aː      | aː      | aː        |

- /ə/ quizás no era un fonema verdadero, pero se insertó antes de las consonantes como vocal prop.
Se puede reconstruir basándose en el resultado de las nasales silábicas protoindoeuropeas *m̥ y *n̥, que aparecen en latín como *em, *en ~ *im, *in, pero también como *am, *an en osco y umbro junto con *em, *en. Por tanto, parece necesario reconstruir /ə/ como un sonido distinto.

El protoitálico tenía los siguientes diptongos:
- Cortos: *ai, *ei, *oi, *au, *ou
- Largos: *āi, *ēi, *ōi

La ley de Osthoff siguió siendo productiva en el protoitálico. Esto causó que las vocales largas se hicieran breves cuando eran seguidas por una sonorante y otra consonante en la misma sílaba: VːRC> VRC. Como los diptongos largos también eran secuencias VːR, solo podían aparecer al final de la palabra y se acortaron en otros lugares. Las vocales largas también se acortaron antes de la *-m final de palabra. Esta es la causa de las muchas apariciones de *-a- breve en, por ejemplo, las terminaciones de las raíces ā, o de los verbos ā.

### Prosodia
Las palabras protoitálicas tenían un acento fijo en la primera sílaba. Este patrón de acentuación probablemente se mantuvo en la mayoría de los descendientes. En latín permaneció durante el período del latín antiguo, después de lo cual fue reemplazado por el penúltimo patrón de acento «clásico».

## Desarrollos fonéticos
A continuación se incluye una lista de cambios fonéticos habituales del protoindoeuropeo al protoitálico. Debido a que el latín es el único idioma itálico bien documentado, constituye la fuente principal para la reconstrucción del protoitálico. Por lo tanto, no siempre está claro si ciertos cambios se aplican a todo el itálico (un cambio anterior al protoitálico) o solo al latín (un cambio posterior al protoitálico), debido a la falta de evidencia concluyente.

### Obstruyentes
- Las palatovelares se fusionaron con las velares lisas, un cambio denominado centumización.[3][4][5][6][7]

/*ḱ / > /*k/
/*ǵ/ > /*g/
/*ǵʰ/ > /*gʰ/
- Secuencias de palatovelares y *w fusionadas con labiovelares:

/*ḱw, *ǵw, *ǵʰw / > /*kʷ, *gʷ, *gʷʰ/
/*p[...]kʷ/ > /*kʷ[...]*kʷ/, un cambio también encontrado en el céltico.
- Las labiovelares pierden su labialización antes de una consonante: /*kʷC, *gʷC, *gʷʰC/ > /*kC, *gC, *gʰC/.
- Las consonantes obstruyentes se vuelven sordas (no aspiradas) antes de otra consonante sorda (normalmente *s *t).
- Las aspiradas sonoras se vuelven fricativas. Al inicio de palabra se hacen sordas, mientras que se expresan alofónicamente de manera medial. A juzgar por la evidencia osca, aparentemente permanecieron como fricativas incluso después de una consonante nasal. En la mayoría de las otras lenguas itálicas se convirtieron en oclusivas más tarde en esa posición.

/*bʰ/ > /*ɸ/ (medialmente *β)
/*dʰ/ > *θ (medialmente *ð)
/*gʰ/ > *x (medialmente *ɣ)
/*gʷʰ/ > *xʷ (medialmente *ɣʷ)
/*s/ también se expresó alofónicamente con /*z/ medialmente.
/*sr, *zr/ > /*θr, *ðr/.
/*θ, *xʷ/ > /*ɸ/. Se encuentra en venético vhagsto / hvagsto (compárese el latín facio). Los alófonos sonoros /*ð/ y /*ɣʷ/ se mantuvieron distintos de *β en latín y venético, pero también se fusionaron en osco-umbro.
/*tl/ > /*kl/ medialmente.

### Vocales y sonorantes
/*l̥, *r̥/ > /*ol, *or/
/*m̥, *n̥/ > /*əm, *ən/ (ver arriba sobre "Vocales")
/*j/ se pierde entre vocales. Las vocales resultantes en hiato se contraen en una vocal larga si las dos vocales son iguales.
/*ew/ > /*ow/
/*o/ > /*a/ antes de labiales y /*l/.

### Laríngeos
Los sonidos laríngeos (o laringales) son una clase de sonidos PIE hipotéticos: *h₁, *h₂ y *h₃, que generalmente desaparecen en PIE tardío, dejando efectos de coloración en las vocales adyacentes. Su desaparición dejó algunas combinaciones de sonidos distintivos en protoitálico. En los cambios a continuación, muestran la práctica estándar para denotar el límite de una palabra; es decir, # al principio denota inicial de palabra. /*H/ denota cualquiera de las tres laríngeas.
Los desarrollos itálicos más simples de las laringe son compartidos por muchas otras ramas indoeuropeas:
/*h₁e/ > /*e/, /*h₂e/ > /*a/, /*h₃e/ > /*o/
/*eh₁/ > /*ē/, /*eh₂/ > /*ā/, /*eh₃/ > /*ō/
/*H/ > /*a/ entre obstruyentes
Los laríngeos son palabras perdidas, inicialmente antes de una consonante.
Más características de la rama itálica son las interacciones de laríngeas con consonantes sonoras. Aquí, R representa una sonora y C una consonante.
#HRC> #aRC y CHRC> CaRC, pero #HRV> #RV
#CRHC> CRāC, pero CRHV> CaRV
#CiHC y probablemente CHiC> CīC

### Morfología
- Pérdida general del dual, con solo unas pocas reliquias restantes.
- Pérdida total del caso instrumental.[3][4][5][6][7]

### Desarrollos posteriores de las lenguas itálicas
Se produjeron más cambios durante la evolución de las lenguas itálicas individuales. Esta sección ofrece una descripción general de los cambios más notables.
- *x debucaliza en [h].
- *ɣ de manera similar se convierte en [ɦ] entre vocales, pero permanece en otro lugar. Este cambio posiblemente tuvo lugar dentro del período proto-itálico. El resultado, ya sea [h] o [ɦ], se escribió h en todas las lenguas itálicas. Las iniciales *xl, *xr se reflejan (al menos en latín) como gl, gr
- *θ (e) r, *ð (e) r> *f (e) r, *β (e) r en todas las lenguas menos en venético. Compárese louderobos en venético con el latino līber, el falisco loufiro, el osco lúvfreis.
- *β, *ð, *ɣ> Latín b, d, g. En osco-umbro, el resultado es f (probablemente expresado) para los tres. En falisco, *β sigue siendo una fricativa.
- *ɣʷ> *gʷ en latín, que luego se desarrolla como se muestra a continuación. > f en osco-umbro.
- *dw> b en latín clásico, aunque todavía se conserva en el latín antiguo y el falisco. En osco-umbro pasa a f.
- *kʷ, *gʷ> p, b en osco-umbro. Se conservan en el latino-falisco y el venético. En latín, *gʷ> v [w] excepto después de *n.
- *z> r en latín y umbro, pero no en osco.
- -ā final (fem. sg. nom., neut. pl. nom./acc.)> [Oː] en osco-umbro, pero se vuelve una -a corta en latín.
- *-ns finales (según pl. De varias clases de sustantivos), *-nts (masc. nom. sg. de participios) y *-nt (neut. nom./acc. sg. de participios) desarrollados de manera compleja.

| Grupo | Proto-osco-umbro | Osco | Umbro | Latín antiguo | Latín |
| ----- | ---------------- | ---- | ----- | ------------- | ----- |
| *-ns  | *-ns             | -ss  | -f    | *-ns          | -s    |
| *-nts | *-ns             | -ss  | -f    | *-nts         | -ns   |
| *-nt  | *-nts            | -ns  | -     | *-nts         | -ns   |
- Reducción de vocales. Esto fusionó muchas de las vocales cortas átonas; más dramáticamente, todas las vocales cortas se fusionaron (generalmente a /i/) en sílabas medias abiertas. Además, todos los diptongos se convirtieron en vocales puras excepto *ai y *au (y ocasionalmente *oi) en las sílabas iniciales.

## Muestra textual

### Poema
Representación de un poema armado con el vocabulario y gramática del protoitálico:
| Protoitálico |
| --- |
| Kwi dōnāō lepidom nowom louðeroβom aziða modō poimike eks politom koɾneli teβi namkwe tu sweðeβas meas esi alikwid poto nugas jam tom kom awidatos este oinos weita leizom umne awiom triβos ekspliko weɾβois doktois djous pater et laβosiosis kwaɾe xaβeo teβi kwiskwid xoc louðerolosjos kwiskwokwam kom mater wizoɣo plous oino twotos et meɣo frater meneas pert atne saikolos. |

### Padre nuestro
Representación del padrenuestro armado con el vocabulario y gramática del protoitálico, comparado con el latín y el español:
| Padre nuestro |
| --- |
| Protoitálico: Pater nostere kwoi es kailos, sanktom fujad nomən towom. Gwenjad regnom towom. Fujad welontats towa seiked kailoi kwti terza. Patnim nosteɾom kwotidyanom diða noβois xoidied djowe et demeite noβois reins deɣabetas nosteɾas kwti nos demeitemos deɣabitoɾiβos nosteɾois. Ne enduke nos nin vewskam, swed louðeɾa nos malod. Wered. |
| Latín: Pater noster, qui es in caelis, sanctificetur nomen tuum. Adveniat regnum tuum. Fiat voluntas tua, sicut in caelo et in terra. Panem nostrum quotidianum da nobis hodie et dimitte nobis debita nostra sicut et nos dimittimus debitoribus nostris. Et ne nos inducas in tentationem, sed libera nos a malo. Amen.                           |
| Español: Padre nuestro que estás en el cielo, santificado sea tu nombre. Que venga tu reino. Hágase tu voluntad en el cielo así como en la tierra. Danos hoy nuestro pan cotidiano y perdona nuestras deudas, como nosotros perdonamos a nuestros deudores. Y no nos dejes caer en la tentación, mas liberanos del mal. Amén.                       |

### Comparación léxica
Entre las lenguas indoeuropeas, las itálicas comparten un mayor porcentaje de léxico con las celtas y por ello estas son reunidas en el grupo de las lenguas italo-celtas. 
A continuación se muestra una lista de cognados entre el latín y las otras lenguas itálicas que refleja su evolución fonética desde el protoitálico.
| GLOSA              | Protoitálico | Latín    | Falisco  | Osco       | Umbro     | Sículo  | Venético   |
| ------------------ | ------------ | -------- | -------- | ---------- | --------- | ------- | ---------- |
| 'aves'             | *awēs        | avēs     |          |            | aves      | aves    |            |
| 'otro'             | *alteros     | alter    |          | alttre     | etre      |         |            |
| 'año'              | *atnos       | annus    |          | aceneis    | acnu      |         |            |
| 'cena'             | *kertsnā     | cena     |          | kersna     | sesna     |         |            |
| 'vida' (acus.)     | *gʷītām      | vītam    | veitam   | bítam      | bitam     |         | vitam      |
| 'vivo'             | *gʷīwos      | vīvus    | vivo     | bivus      | biver     | vivus   | vivoi      |
| 'mano' (acus.)     | *manom       | manum    | manom    | manim      | manuve    | menom   | manom      |
| 'aquel'            | *ole         | ille     | ole      | úlle       | ull       | ole     | oli        |
| 'si'               | *swei        | sī       | sei      | svaí       | sve       | sei     |            |
| 'debajo'           | *xenðrā      | infrā    | infra    | húntrus    | hondra    |         |            |
| 'este, aquí'       | *xeike       | hic      | fec      | eike       | ese       | heie    | eik        |
| 'del hombre'       | *xemones     | hominis  | femono   | humuns     | homonus   |         |            |
| 'hijo'             | *feilios     | fīlius   | hileo    | feilius    | feliuf    | feilius | filea      |
| 'molido'           | *meletom     | molitum  | meletom  |            | maletu    |         |            |
| 'hacer'            | *fak-        | facere   | haciu    | facum      | façiu     |         |            |
| 'bueno'            | *ðwenos      | bonus    | dueno    | fuons      | foner     | duenus  |            |
| 'flora'            | *flōzā       | flōra    |          | fluusa     | flora     |         |            |
| 'tanto'            | *etantos     | tantus   |          | etantuf    | etantu    | tantom  |            |
| 'lengua'           | *ðengwā      | lingua   | dengua   | fangva     | fangua    | dengua  |            |
| 'gracias'          | *gʷrātos     | grātiās  |          | brateis    | brat      |         | gratos     |
| 'libre'            | *louðeros    | liberis  | loufiro  | lovfreís   | vufru     |         | louderobos |
| 'decir'            | *deik-       | dīcere   |          | deicum     | deku      |         |            |
| 'templo'           | *fesnom      | fānum    |          | fíisnam    | fesnuf    |         |            |
| 'pueblo, todo'     | *toutos      | tōtus    | touto    | toutos     | tota      | touto   | teuta      |
| 'ser'              | *ezom        | esse     | esum     | ezum       | erom      | esom    | esom       |
| 'a, al lado'       | *ad          | ad       | ad       | az         | ař        |         | ati        |
| 'desde'            | *aβ          | ab       | af       | af         | ah        | ab      |            |
| 'por'              | *pert        | per      | pe       | pert       | pert      |         | per        |
| 'cuando'           | *kʷande      | quando   | quando   | pún        | pune      |         |            |
| 'tener, haber'     | *xaβeo       | habere   |          | hafum      | habeu     |         | habem      |
| 'verdadero'        | *gʷēros      | vērus    |          |            | berus     | veres   |            |
| 'salvo'            | *salwes      | salvus   | salues   | salavs     | saluo     | salues  |            |
| 'camino, vía'      | *wijā        | via      | via      | viaí       | via       | via     | via        |
| 'vino'             | *wīnom       | vīnum    | vino     | vinu-      | vinu      | vino    | vinoi      |
| 'tierra'           | *terzā       | terra    |          | terrum     |           |         | terram     |
| 'terminar'         | *termenios   | terminus |          | teremenniu | termenats |         | termonios  |
| 'senado'           | *senātos     | senātus  | zenatuo  | senateis   |           |         |            |
| 'regalo, don'      | *dōnom       | dōnum    | donom    | dúnúm      | dunum     | donom   | donom      |
| 'con'              | *kom         | cum      | com      | com        | kum       |         |            |
| 'entre'            | *enter       | inter    |          | anter      | anter     |         |            |
| 'todo'             | *opnis       | omnis    | omni     | úinim      |           | omia    | omni       |
| 'más'              | *maɣis       | magis    | magis    | mais       | mes       |         |            |
| 'después'          | *posti       | post     | post     | post       | posti     | pos     |            |
| 'carecer'          | *kazeō       | carebo   | carefo   | kasit      |           |         |            |
| 'de'               | *dē          | dē       | de       | dat        | det       |         |            |
| 'antes, pre-'      | *prai        | prae     | pre      | praí       | pre       | pra     | prai       |
| 'donar'            | *dōnātod     | dōnāto   |          | duunatud   |           |         | donasto    |
| 'escrito'          | *skreiptos   | scrīptus |          | scriftas   | screhto   |         |            |
| 'multa'            | *molta       | multa    |          | molta      | muta      |         |            |
| 'primero'          | *premom      | prīmum   | pramom   | promom     | promom    |         |            |
| 'de la paz'        | *pākis       | pācis    |          | pacris     | pacer     |         |            |
| 'oro'              | *awzom       | aurum    |          | auzom      | orum      |         |            |
| quién?, cuál?      | *kʷoi        | qui      | quei     | pús        | poi       | qoi     |            |
| porque, pues, que  | *kʷod        | quod     | quod     | púd        | puře      | qod     | kude       |
| porqué?, qué?      | *kʷid        | quid     | quid     | píd        | piři      | qed     |            |
| y                  | *kʷe         | que      | que      |            | pe        | qe      | ke         |
| donde              | *kuðei       | ubi      |          | puf        | pufe      |         | kude       |
| como               | *kutei       | ut       | utei     | puz        | puse      |         |            |
| 'hacia'            | *op          | ob       | op       | úp         |           |         | op         |
| 'eliminar, elevar' | *tolno       | tollere  | tulom    |            | entelus   |         | toler      |
| grano              | *far         | far      | far      | far        | far       | far     | far        |
| 'actuar'           | *ag-         | agere    |          | acum       | agu       | age     |            |
| hermano            | *frātēr      | frater   | frater   | fratrer    | frater    | frater  | fraterei   |
| hermana            | *swezōr      | soror    | suesor   | svosor     | surur     | suesor  | suesor     |
| ahí                | *ipei        | ibi      |          | ipi        | iepi      | be      |            |
| beber              | *pibo        | bibere   | pipo     |            |           | pipo    |            |
| mesa               | *mensa       | mensa    |          | mese       | mefa      |         |            |
| puerta             | *portām      | portam   |          | púrtam     | pertom    |         |            |
| rojo               | *ruðrom      | rubrum   | rufrum   | rufru      | rufru     |         |            |
| además             | *eitom       | item     |          | eite       | esa       | itom    |            |
| voto               | *wotom       | votum    | vootum   | vurtúm     | vose      |         | votsom     |
| plata              | *argentom    | argentum | arcentom | aragetom   |           |         |            |
| es                 | *esti        | est      | est      | ist        | est       | esti    |            |
| yo                 | *eɣō         | ego      | eco      |            | eho       |         | ego        |
| me                 | *meɣo        | me       | me       |            | mehe      | mi      | mego       |
| carne              | *karnis      | carnis   |          | carneis    | karne     |         |            |
| o                  | *awti        | aut      | aut      | avt        | ote       |         |            |
| dio                | *ded-        | dedit    | dedet    | deded      | dede      |         | doto       |

## Gramática

### Adjetivos
Los adjetivos se declinan de forma muy parecida a los sustantivos. A diferencia de los sustantivos, los adjetivos no tienen géneros inherentes. En cambio, se declinaron para los tres géneros, tomando la misma forma de género que el sustantivo al que se referían.
Los adjetivos siguieron las mismas clases de inflexiones de sustantivos. Los más grandes fueron los adjetivos de raíz o / ā (que se declinaron como raíces o en masculino y neutro, y como raíces ā en femenino) y las raíces i. El participio presente activo de verbos (en * -nts) y las formas comparativas de adjetivos (en * -jōs) flexionados como raíces consonantes. También había adjetivos de raíz-u originalmente, pero se habían convertido en raíces-i al agregar terminaciones de raíz-i a la raíz-u existente, dando así el nominativo singular * -wis.

#### Pronombres
Declinación de pronombres personales:
| Singular   | 1st Persona | 2nd Persona | Reflexivo  |
| ---------- | ----------- | ----------- | ---------- |
| Nominativo | *eɣō        | *tū         | —          |
| Acusativo  | *meɣō, *me  | *tē, *te    | *sē, *se   |
| Genitivo   | *moi, *mei  | *toi, *tei  | *soi, *sei |
| Dativo     | *meɣei      | *teβei      | *seβei     |
| Ablativo   | *med        | *ted        | *sed       |
| Posesivo   | *meos       | *towos      | *sowos     |
| Plural     | 1st Persona | 2nd Persona | Reflexivo  |
| Nominativo | *nōs        | *wōs        | —          |
| Acusativo  | *nōs        | *wōs        | *sē, *se   |
| Genitivo   | *nosterom?  | *westerom?  | *soi, *sei |
| Dativo     | *nōβei      | *wōβei      | *seβei     |
| Ablativo   | *nōβei      | *wōβei      | *sed       |
| Posesivo   | *nosteros   | *westeros   | *sowos     |

Declinación de pronombres relativos:
| Singular   | Masculino          | Femenino           | Neutro             |
| ---------- | ------------------ | ------------------ | ------------------ |
| Nominativo | *kʷoi              | *kʷāi              | *kʷod              |
| Vocativo   | —                  | —                  | —                  |
| Acusativo  | *kʷom              | *kʷām              | *kʷod              |
| Genitivo   | *kʷojjos           | *kʷojjos           | *kʷojjos           |
| Dativo     | *kʷojjei, *kʷozmoi | *kʷojjei, *kʷozmoi | *kʷojjei, *kʷozmoi |
| Ablativo   | *kʷōd              | *kʷād              | *kʷōd              |
| Locativo   | ?                  | ?                  | ?                  |
| Plural     | Masculino          | Femenino           | Neutro             |
| Nominativo | *kʷoi, *kʷōs       | *kʷās              | *kʷā, *kʷai        |
| Vocativo   | —                  | —                  | —                  |
| Acusativo  | *kʷons             | *kʷāns             | *kʷa, *kʷai        |
| Genitivo   | *kʷozom            | *kʷazom            | *kʷozom            |
| Dativo     | *kʷois             | *kʷais             | *kʷois             |
| Ablativo   | *kʷois             | *kʷais             | *kʷois             |
| Locativo   | *kʷois             | *kʷais             | *kʷois             |

Declinación de pronombres interrogativos:
| Singular   | Masculino           | Femenino            | Neutro              |
| ---------- | ------------------- | ------------------- | ------------------- |
| Nominativo | *kʷis               | *kʷis               | *kʷid               |
| Vocativo   | —                   | —                   | —                   |
| Acusativo  | *kʷim               | *kʷim               | *kʷid               |
| Genitivo   | *kʷejjos            | *kʷejjos            | *kʷejjos            |
| Dativo     | *kʷejjei, *kʷezmoi  | *kʷejjei, *kʷezmoi  | *kʷejjei, *kʷezmoi  |
| Ablativo   | *kʷōd               | *kʷād               | *kʷōd               |
| Locativo   | ?                   | ?                   | ?                   |
| Plural     | Masculino           | Femenino            | Neutro              |
| Nominativo | *kʷēs               | *kʷēs               | *kʷī, *kʷia         |
| Vocativo   | —                   | —                   | —                   |
| Acusativo  | *kʷins              | *kʷins              | *kʷī, *kʷia         |
| Genitivo   | *kʷejzom?, *kʷozom? | *kʷejzom?, *kʷazom? | *kʷejzom?, *kʷozom? |
| Dativo     | *kʷiβos             | *kʷiβos             | *kʷiβos             |
| Ablativo   | *kʷiβos             | *kʷiβos             | *kʷiβos             |
| Locativo   | *kʷiβos             | *kʷiβos             | *kʷiβos             |

Declinación de pronombres demostrativos:
| Singular   | Masculino      | Femenino       | Neutro         |
| ---------- | -------------- | -------------- | -------------- |
| Nominativo | *ise           | *ejā           | *id            |
| Acusativo  | *im            | *ejām          | *id            |
| Genitivo   | *ejjos         | *ejjos         | *ejjos         |
| Dativo     | *ejjei, *esmoi | *ejjei, *esmoi | *ejjei, *esmoi |
| Ablativo   | *ejōd          | *ejād          | *ejōd          |
| Locativo   | ?              | ?              | ?              |
| Plural     | Masculino      | Femenino       | Neutro         |
| Nominativo | *ejōs, *ejoi   | *ejās          | *ejā           |
| Acusativo  | *ejons         | *ejans         | *ejā           |
| Genitivo   | *ejozom        | *ejazom        | *ejozom        |
| Dativo     | *ejois         | *ejais         | *ejois         |
| Ablativo   | *ejois         | *ejais         | *ejois         |
| Locativo   | ?              | ?              | ?              |

### Verbos

#### Aspecto actual
Desde el protoindoeuropeo, el aspecto presente proto-itálico cambió en un par de formas. En primer lugar, se creó un nuevo sufijo indicativo pasado de * -β-. Esto probablemente ocurrió debido a la elisión de la palabra final * i dentro de las terminaciones de los verbos primarios indoeuropeos (por ejemplo, PIE presente indicativo * h₁ésti > PIt * est, pero también PIE pasado indicativo * h₁ést ). En segundo lugar, el sufijo desiderativo de * -s - / - so- se convirtió en el sufijo futuro en proto-itálico. El subjuntivo de este futuro desiderativo, con un sufijo de ambos -s- y un alargamiento de la siguiente vocal, se utilizó para representar un potencial y un irreal estado animico. Finalmente, mientras que el subjuntivo y el optativo de PIE eran todavía en principio estados de ánimo diferentes, los estados de ánimo se fusionaron en desarrollos Post-PIt (por ejemplo, PIt subjuntivo * esed vs optativo * siēd que se convirtió en presente de subjuntivo latino sit ); esto ya se puede ver en la fase proto-itálica, donde el modo subjuntivo comenzó a tomar terminaciones secundarias en oposición a las terminaciones primarias que exhibían en PIE (cfr el reflejo sabelico del PIt 3.ª persona singular imperfecto de subjuntivo -d y no * -t).
La persona dual PIE también se perdió en los verbos PIt al igual que en los sustantivos PIt.

#### Primera conjugación
Este patrón de conjugación se deriva del sufijo PIE * -eh₂-yé-ti y forma principalmente verbos denominativos (es decir, derivados de un sustantivo o adjetivo).
Ejemplo de conjugación: * donā- (donar)
| Presente Indicativo  | Activo        | Pasivo        |
| -------------------- | ------------- | ------------- |
| 1st. Sing.           | *dōnāō        | *dōnāor       |
| 2nd. Sing.           | *dōnās        | *dōnāzo       |
| 3rd. Sing.           | *dōnāt        | *dōnātor      |
| 1st. Plur.           | *dōnāmos      | *dōnāmor      |
| 2nd. Plur.           | *dōnātes      | *dōnāmenai    |
| 3rd. Plur.           | *dōnānt       | *dōnāntor     |
| Pasado Indicativo    | Activo        | Pasivo        |
| 1st. Sing.           | *dōnāβam      | *dōnāβar      |
| 2nd. Sing.           | *dōnāβas      | *dōnāβazo     |
| 3rd. Sing.           | *dōnāβad      | *dōnāβator    |
| 1st. Plur.           | *dōnāβamos    | *dōnāβamor    |
| 2nd. Plur.           | *dōnāβates    | *dōnāβamenai  |
| 3rd. Plur.           | *dōnāβand     | *dōnāβantor   |
| Futuro Indicativo    | Activo        | Pasivo        |
| 1st. Sing.           | *dōnāsō       | *dōnāsor      |
| 2nd. Sing.           | *dōnāses      | *dōnāsezo     |
| 3rd. Sing.           | *dōnāst       | *dōnāstor     |
| 1st. Plur.           | *dōnāsomos    | *dōnāsomor    |
| 2nd. Plur.           | *dōnāstes     | *dōnāsemenai  |
| 3rd. Plur.           | *dōnāsont     | *dōnāsontor   |
| Presente Subjectivo  | Activo        | Pasivo        |
| 1st. Sing.           | *dōnāōm       | *dōnāōr       |
| 2nd. Sing.           | *dōnāēs       | *dōnāēzo      |
| 3rd. Sing.           | *dōnāēd       | *dōnāētor     |
| 1st. Plur.           | *dōnāōmos     | *dōnāōmor     |
| 2nd. Plur.           | *dōnāētes     | *dōnāēmenai   |
| 3rd. Plur.           | *dōnāōnd      | *dōnāōntor    |
| Pasado Subjectivo    | Activo        | Pasivo        |
| 1st. Sing.           | *dōnāsōm      | *dōnāsōr      |
| 2nd. Sing.           | *dōnāsēs      | *dōnāsēzo     |
| 3rd. Sing.           | *dōnāsēd      | *dōnāsētor    |
| 1st. Plur.           | *dōnāsōmos    | *dōnāsōmor    |
| 2nd. Plur.           | *dōnāsētes    | *dōnāsēmenai  |
| 3rd. Plur.           | *dōnāsōnd     | *dōnāsōntor   |
| Optativo             | Activo        | Pasivo        |
| 1st. Sing.           | *dōnāojam     | *dōnāojar     |
| 2nd. Sing.           | *dōnāojas     | *dōnāojazo    |
| 3rd. Sing.           | *dōnāojad     | *dōnāojator   |
| 1st. Plur.           | *dōnāojamos   | *dōnāojamor   |
| 2nd. Plur.           | *dōnāojates   | *dōnāojamenai |
| 3rd. Plur.           | *dōnāojand    | *dōnāojantor  |
| Presente Imperativo  | Activo        | Pasivo        |
| 2nd. Sing.           | *dōnā         | *dōnāzo       |
| 2nd. Plur.           | *dōnāte       | —             |
| Futuro Imperativo    | Activo        | Pasivo        |
| 2nd/3rd. Sing.       | *dōnātōd      | —             |
| Participios          | Presente      | Pasado        |
|                      | *dōnānts      | *dōnātos      |
| Sustantivos verbales | tu-derivativo | s-derivativo  |
|                      | *dōnātum      | *dōnāzi       |

#### Segunda conjugación causativa
Este patrón de conjugación se derivó de PIE * -éyeti, y formó verbos causativos (es decir, que expresan una causa) a partir de verbos de tercera conjugación "básicos".
Ejemplo de conjugación: * mone- (advertir)
| Presente Indicativo  | Activo        | Pasivo        |
| -------------------- | ------------- | ------------- |
| 1st. Sing.           | *moneō        | *moneor       |
| 2nd. Sing.           | *monēs        | *monēzo       |
| 3rd. Sing.           | *monēt        | *monētor      |
| 1st. Plur.           | *monēmos      | *monēmor      |
| 2nd. Plur.           | *monētes      | *monēmenai    |
| 3rd. Plur.           | *moneont      | *moneontor    |
| Pasado Indicativo    | Activo        | Pasivo        |
| 1st. Sing.           | *monēβam      | *monēβar      |
| 2nd. Sing.           | *monēβas      | *monēβazo     |
| 3rd. Sing.           | *monēβad      | *monēβator    |
| 1st. Plur.           | *monēβamos    | *monēβamor    |
| 2nd. Plur.           | *monēβates    | *monēβamenai  |
| 3rd. Plur.           | *monēβand     | *monēβantor   |
| Futuro Indicativo    | Activo        | Pasivo        |
| 1st. Sing.           | *monēsō       | *monēsor      |
| 2nd. Sing.           | *monēses      | *monēsezo     |
| 3rd. Sing.           | *monēst       | *monēstor     |
| 1st. Plur.           | *monēsomos    | *monēsomor    |
| 2nd. Plur.           | *monēstes     | *monēsemenai  |
| 3rd. Plur.           | *monēsont     | *monēsontor   |
| Presente Subjectivo  | Activo        | Pasivo        |
| 1st. Sing.           | *moneōm       | *moneōr       |
| 2nd. Sing.           | *moneēs       | *moneēzo      |
| 3rd. Sing.           | *moneēd       | *moneētor     |
| 1st. Plur.           | *moneōmos     | *moneōmor     |
| 2nd. Plur.           | *moneētes     | *moneēmenai   |
| 3rd. Plur.           | *moneōnd      | *moneōntor    |
| Pasado Subjectivo    | Activo        | Pasivo        |
| 1st. Sing.           | *monesōm      | *monesōr      |
| 2nd. Sing.           | *monesе̄s      | *monesе̄zo     |
| 3rd. Sing.           | *monesе̄d      | *monesе̄tor    |
| 1st. Plur.           | *monesōmos    | *monesōmor    |
| 2nd. Plur.           | *monesе̄tes    | *monesе̄menai  |
| 3rd. Plur.           | *monesōnd     | *monesōntor   |
| Optativo             | Activo        | Pasivo        |
| 1st. Sing.           | *moneojam     | *moneojar     |
| 2nd. Sing.           | *moneojas     | *moneojazo    |
| 3rd. Sing.           | *moneojad     | *moneojator   |
| 1st. Plur.           | *moneojamos   | *moneojamor   |
| 2nd. Plur.           | *moneojates   | *moneojamenai |
| 3rd. Plur.           | *moneojand    | *moneojantor  |
| Presente Imperativo  | Activo        | Pasivo        |
| 2nd. Sing.           | *monē         | *monēzo       |
| 2nd. Plur.           | *monēte       | —             |
| Futuro Imperativo    | Activo        | Pasivo        |
| 2nd/3rd. Sing.       | *monētōd      | —             |
| Participios          | Presente      | Pasado        |
|                      | *monēnts      | *monetos      |
| Sustantivos verbales | tu-derivativo | s-derivativo  |
|                      | *monetum      | *monēzi       |

#### Segunda conjugación estativa
Este patrón de conjugación se derivó de PIE * -éh₁ti (o la forma extendida * -eh₁yéti), y formó verbos estativos (es decir, que indica un estado de ser).
Ejemplo de conjugación: * walē- (ser fuerte)
| Presente Indicativo  | Activo        | Pasivo        |
| -------------------- | ------------- | ------------- |
| 1st. Sing.           | *walēō        | *walēor       |
| 2nd. Sing.           | *walēs        | *walēzo       |
| 3rd. Sing.           | *walēt        | *walētor      |
| 1st. Plur.           | *walēmos      | *walēmor      |
| 2nd. Plur.           | *walētes      | *walēmenai    |
| 3rd. Plur.           | *walēnt       | *walēntor     |
| Pasado Indicativo    | Activo        | Pasivo        |
| 1st. Sing.           | *walēβam      | *walēβar      |
| 2nd. Sing.           | *walēβas      | *walēβazo     |
| 3rd. Sing.           | *walēβad      | *walēβator    |
| 1st. Plur.           | *walēβamos    | *walēβamor    |
| 2nd. Plur.           | *walēβates    | *walēβamenai  |
| 3rd. Plur.           | *walēβand     | *walēβantor   |
| Futuro Indicativo    | Activo        | Pasivo        |
| 1st. Sing.           | *walēsō       | *walēsor      |
| 2nd. Sing.           | *walēses      | *walēsezo     |
| 3rd. Sing.           | *walēst       | *walēstor     |
| 1st. Plur.           | *walēsomos    | *walēsomor    |
| 2nd. Plur.           | *walēstes     | *walēsemenai  |
| 3rd. Plur.           | *walēsont     | *walēsontor   |
| Presente Subjunctivo | Activo        | Pasivo        |
| 1st. Sing.           | *walēōm       | *walēōr       |
| 2nd. Sing.           | *walēēs       | *walēēzo      |
| 3rd. Sing.           | *walēēd       | *walēētor     |
| 1st. Plur.           | *walēōmos     | *walēōmor     |
| 2nd. Plur.           | *walēētes     | *walēēmenai   |
| 3rd. Plur.           | *walēōnd      | *walēōntor    |
| Pasado Subjectivo    | Activo        | Pasivo        |
| 1st. Sing.           | *walēsōm      | *walēsōr      |
| 2nd. Sing.           | *walēsе̄s      | *walēsе̄zo     |
| 3rd. Sing.           | *walēsе̄d      | *walēsе̄tor    |
| 1st. Plur.           | *walēsōmos    | *walēsōmor    |
| 2nd. Plur.           | *walēsе̄tes    | *walēsе̄menai  |
| 3rd. Plur.           | *walēsōnd     | *walēsōntor   |
| Optativo             | Activo        | Pasivo        |
| 1st. Sing.           | *walēojam     | *walēojar     |
| 2nd. Sing.           | *walēojas     | *walēojazo    |
| 3rd. Sing.           | *walēojad     | *walēojator   |
| 1st. Plur.           | *walēojamos   | *walēojamor   |
| 2nd. Plur.           | *walēojates   | *walēojamenai |
| 3rd. Plur.           | *walēojand    | *walēojantor  |
| Presente Imperativo  | Activo        | Pasivo        |
| 2nd. Sing.           | *walē         | *walēzo       |
| 2nd. Plur.           | *walēte       | —             |
| Futuro Imperativo    | Activo        | Pasivo        |
| 2nd/3rd. Sing.       | *walētōd      | —             |
| Participios          | Presente      | Pasado        |
|                      | *walēnts      | *walatos      |
| Sustantivo verbal    | tu-derivativo | s-derivativo  |
|                      | *walatum      | *walēzi       |

#### Tercera conjugación
La mayor parte de los verbos protoitálicos eran verbos de tercera conjugación, que se derivaron de verbos temáticos de raíz proto-indoeuropea. Sin embargo, algunos se derivan de otras clases de verbos PIE, como * linkʷō (verbos con infijo nasal PIE) y * dikskō (verbos con sufijo PIE * sḱe).
Ejemplo de conjugación: * ed-e / o- (comer)
| Presente Indicativo | Activo        | Pasivo       |
| ------------------- | ------------- | ------------ |
| 1st. Sing.          | *edō          | *edor        |
| 2nd. Sing.          | *edes         | *edezo       |
| 3rd. Sing.          | *edet         | *edetor      |
| 1st. Plur.          | *edomos       | *edomor      |
| 2nd. Plur.          | *edetes       | *edemenai    |
| 3rd. Plur.          | *edont        | *edontor     |
| Pasado Indicativo   | Activo        | Pasivo       |
| 1st. Sing.          | *edoβam       | *edoβar      |
| 2nd. Sing.          | *edoβas       | *edoβazo     |
| 3rd. Sing.          | *edoβad       | *edoβator    |
| 1st. Plur.          | *edoβamos     | *edoβamor    |
| 2nd. Plur.          | *edoβates     | *edoβamenai  |
| 3rd. Plur.          | *edoβand      | *edoβantor   |
| Futuro Indicativo   | Activo        | Pasivo       |
| 1st. Sing.          | *edesō        | *edesor      |
| 2nd. Sing.          | *edeses       | *edesezo     |
| 3rd. Sing.          | *edest        | *edestor     |
| 1st. Plur.          | *edesomos     | *edesomor    |
| 2nd. Plur.          | *edestes      | *edesemenai  |
| 3rd. Plur.          | *edesont      | *edesontor   |
| Presente Subjectivo | Activo        | Pasivo       |
| 1st. Sing.          | *edōm         | *edōr        |
| 2nd. Sing.          | *edе̄s         | *edе̄zo       |
| 3rd. Sing.          | *edе̄d         | *edе̄tor      |
| 1st. Plur.          | *edōmos       | *edōmor      |
| 2nd. Plur.          | *edе̄tes       | *edе̄menai    |
| 3rd. Plur.          | *edōnd        | *edōntor     |
| Pasado Subjectivo   | Activo        | Pasivo       |
| 1st. Sing.          | *edesōm       | *edesōr      |
| 2nd. Sing.          | *edesе̄s       | *edesе̄zo     |
| 3rd. Sing.          | *edesе̄d       | *edesе̄tor    |
| 1st. Plur.          | *edesōmos     | *edesōmor    |
| 2nd. Plur.          | *edesе̄tes     | *edesе̄menai  |
| 3rd. Plur.          | *edesōnd      | *edesōntor   |
| Optativo            | Activo        | Pasivo       |
| 1st. Sing.          | *edojam       | *edojar      |
| 2nd. Sing.          | *edojas       | *edojazo     |
| 3rd. Sing.          | *edojad       | *edojator    |
| 1st. Plur.          | *edojamos     | *edojamor    |
| 2nd. Plur.          | *edojates     | *edojamenai  |
| 3rd. Plur.          | *edojand      | *edojantor   |
| Presente Imperativo | Activo        | Pasivo       |
| 2nd. Sing.          | *ede          | *edezo       |
| 2nd. Plur.          | *edete        | —            |
| Futuro Imperativo   | Activo        | Pasivo       |
| 2nd/3rd. Sing.      | *edetōd       | —            |
| Participios         | Presente      | Pasado       |
|                     | *edents       | *essos       |
| Sustantivo verbales | tu-derivativo | s-derivativo |
|                     | *essum        | *edezi       |

#### Tercera conjugación variante
Esta conjugación se derivó de los verbos con sufijo PIE * ye, y pasó a formar la mayoría de los verbos latinos de tercera conjugación io -variantes, así como algunos verbos de cuarta conjugación.
Ejemplo de conjugación: * gʷen-je / jo- (por venir)
| Presente Indicativo  | Activo        | Pasivo         |
| -------------------- | ------------- | -------------- |
| 1st. Sing.           | *gʷenjō       | *gʷenjor       |
| 2nd. Sing.           | *gʷenjes      | *gʷenjezo      |
| 3rd. Sing.           | *gʷenjet      | *gʷenjetor     |
| 1st. Plur.           | *gʷenjomos    | *gʷenjomor     |
| 2nd. Plur.           | *gʷenjetes    | *gʷenjemenai   |
| 3rd. Plur.           | *gʷenjont     | *gʷenjontor    |
| Pasado Indicativo    | Activo        | Pasivo         |
| 1st. Sing.           | *gʷenjoβam    | *gʷenjoβar     |
| 2nd. Sing.           | *gʷenjoβas    | *gʷenjoβazo    |
| 3rd. Sing.           | *gʷenjoβad    | *gʷenjoβator   |
| 1st. Plur.           | *gʷenjoβamos  | *gʷenjoβamor   |
| 2nd. Plur.           | *gʷenjoβates  | *gʷenjoβamenai |
| 3rd. Plur.           | *gʷenjoβand   | *gʷenjoβantor  |
| Futuro Indicativo    | Activo        | Pasivo         |
| 1st. Sing.           | *gʷenjesō     | *gʷenjesor     |
| 2nd. Sing.           | *gʷenjeses    | *gʷenjesezo    |
| 3rd. Sing.           | *gʷenjest     | *gʷenjestor    |
| 1st. Plur.           | *gʷenjesomos  | *gʷenjesomor   |
| 2nd. Plur.           | *gʷenjestes   | *gʷenjesemenai |
| 3rd. Plur.           | *gʷenjesont   | *gʷenjesontor  |
| Presente Subjectivo  | Activo        | Pasivo         |
| 1st. Sing.           | *gʷenjōm      | *gʷenjōr       |
| 2nd. Sing.           | *gʷenjе̄s      | *gʷenjе̄zo      |
| 3rd. Sing.           | *gʷenjе̄d      | *gʷenjе̄tor     |
| 1st. Plur.           | *gʷenjōmos    | *gʷenjōmor     |
| 2nd. Plur.           | *gʷenjе̄tes    | *gʷenjе̄menai   |
| 3rd. Plur.           | *gʷenjōnd     | *gʷenjōntor    |
| Pasado Subjectivo    | Activo        | Pasivo         |
| 1st. Sing.           | *gʷenjesōm    | *gʷenjesōr     |
| 2nd. Sing.           | *gʷenjesе̄s    | *gʷenjesе̄zo    |
| 3rd. Sing.           | *gʷenjesе̄d    | *gʷenjesе̄tor   |
| 1st. Plur.           | *gʷenjesōmos  | *gʷenjesōmor   |
| 2nd. Plur.           | *gʷenjesе̄tes  | *gʷenjesе̄menai |
| 3rd. Plur.           | *gʷenjesōnd   | *gʷenjesōntor  |
| Optativo             | Activo        | Pasivo         |
| 1st. Sing.           | *gʷenjojam    | *gʷenjojar     |
| 2nd. Sing.           | *gʷenjojas    | *gʷenjojazo    |
| 3rd. Sing.           | *gʷenjojad    | *gʷenjojator   |
| 1st. Plur.           | *gʷenjojamos  | *gʷenjojamor   |
| 2nd. Plur.           | *gʷenjojates  | *gʷenjojamenai |
| 3rd. Plur.           | *gʷenjojand   | *gʷenjojantor  |
| Presente Imperativo  | Activo        | Pasivo         |
| 2nd. Sing.           | *gʷenje       | *gʷenjezo      |
| 2nd. Plur.           | *gʷenjete     | —              |
| Futuro Imperativo    | Activo        | Pasivo         |
| 2nd/3rd. Sing.       | *gʷenjetōd    | —              |
| Participios          | Presente      | Pasado         |
|                      | *gʷenjents    | *gʷentos       |
| Sustantivos verbales | tu-derivativo | s-derivativo   |
|                      | *gʷentum      | *gʷenjezi      |

#### Verbos atemáticos
Solo un puñado de verbos permanecieron dentro de este paradigma de conjugación, derivado de los verbos originales PIE. Además de esta conjugación, el proto-italico también tiene algunos verbos deponentes, como * ōdai (perfecto-presente), así como * gnāskōr (pasivo-activo).
Ejemplo de conjugación: * ezom (ser).
| Presente Indicativo  | Activo             | Pasivo       |
| -------------------- | ------------------ | ------------ |
| 1st. Sing.           | *ezom              | —            |
| 2nd. Sing.           | *es                | —            |
| 3rd. Sing.           | *est               | —            |
| 1st. Plur.           | *(e)somos          | —            |
| 2nd. Plur.           | *(e)stes           | —            |
| 3rd. Plur.           | *sent              | —            |
| Pasado Indicativo    | Activo             | Pasivo       |
| 1st. Sing.           | *fuβam             | —            |
| 2nd. Sing.           | *fuβas             | —            |
| 3rd. Sing.           | *fuβad             | —            |
| 1st. Plur.           | *fuβamos           | —            |
| 2nd. Plur.           | *fuβates           | —            |
| 3rd. Plur.           | *fuβand            | —            |
| Futuro Indicativo    | Activl             | Pasivo       |
| 1st. Sing.           | *fuzom             | —            |
| 2nd. Sing.           | *fus               | —            |
| 3rd. Sing.           | *fust              | —            |
| 1st. Plur.           | *fuzomos           | —            |
| 2nd. Plur.           | *fustes            | —            |
| 3rd. Plur.           | *fuzent            | —            |
| Presente Subjectivo  | Activo             | Pasivo       |
| 1st. Sing.           | *ezom              | —            |
| 2nd. Sing.           | *ezes              | —            |
| 3rd. Sing.           | *ezed              | —            |
| 1st. Plur.           | *ezomos            | —            |
| 2nd. Plur.           | *ezetes            | —            |
| 3rd. Plur.           | *ezond             | —            |
| Pasado Subjectivo    | Activo             | Pasivo       |
| 1st. Sing.           | *fuzom, *essom     | —            |
| 2nd. Sing.           | *fuzes, *esses     | —            |
| 3rd. Sing.           | *fuzed, *essed     | —            |
| 1st. Plur.           | *fuzomos, *essomos | —            |
| 2nd. Plur.           | *fuzetes, *essetes | —            |
| 3rd. Plur.           | *fuzond, *essond   | —            |
| Optativo             | Activo             | Pasivo       |
| 1st. Sing.           | *siēm              | —            |
| 2nd. Sing.           | *siēs              | —            |
| 3rd. Sing.           | *siēd              | —            |
| 1st. Plur.           | *sīmos             | —            |
| 2nd. Plur.           | *sītes             | —            |
| 3rd. Plur.           | *sīnd              | —            |
| Presente Imperativo  | Activo             | Pasivo       |
| 2nd. Sing.           | *es                | —            |
| 2nd. Plur.           | *este              | —            |
| Futuro Imperativo    | Activo             | Pasivo       |
| 2nd/3rd. Sing.       | *estōd             | —            |
| Participios          | Presente           | Pasado       |
|                      | *sēnts             | —            |
| Sustantivos verbales | tu-derivativo      | s-derivativo |
|                      | —                  | *essi        |

#### Aspecto perfectivo
Según Rix (2002), si una raíz verbal está presente tanto en la rama latino-falisca como en la osco-umbra (sabelica), la raíz presente es idéntica en el 90% de los casos, pero perfecta solo en el 50% de los casos. Esto probablemente se deba a que el aoristo PIE original se fusionó con el aspecto perfectivo después del período proto-itálico. Por lo tanto, la discrepancia en las similitudes de los tallos presentes versus perfectos en las dos agrupaciones del clado itálico probablemente se atribuya a diferentes preservaciones en cada grupo. La nueva raíz perfecta común en el latino-falisco deriva principalmente del perfectivo PIE, mientras que la raíz perfecta en osco-umbro deriva principalmente del aoristo PIE.
En el período proto-itálico, la raíz perfecta de PIE ya no era productiva. Sin embargo, otras raíces PIE y aoristo continuaron siendo productivas, como las raíces perfectas reduplicadas y las vocales alargadas perfectas, así como la raíz aoristo sigmática (que se encuentra en latín dīcō, dīxī).
A veces, múltiples formas perfectas para cada tallo. Por ejemplo, De Vaan da las formas * fēk-, * fak- para la raíz perfecta de * fakiō y la forma reduplicada <FHEFHAKED>.
Además, hubo algunas innovaciones nuevas dentro del aspecto perfectivo, con el -v- perfecto (en latín amō, amāvī) y el -u- perfecto (moneō, monui) siendo innovaciones posteriores, por ejemplo.
Ejemplo de conjugación de vocales largas: * fēk- (haber hecho). Alternativamente * θēk- (de PIE * dʰeh₁-) se reconstruye en una etapa anterior a que / xʷ / y / θ / se hayan fusionado con / f / [ɸ].
| Perfecto  | Activo    |
| --------- | --------- |
| 1st Sing. | *fēkai    |
| 2nd Sing. | *fēkistai |
| 3rd Sing. | *fēked    |
| 1st Plur. | *fēkomos  |
| 2nd Plur. | *fēkistes |
| 3rd Plur. | *fēkēri   |

Ejemplo de conjugación repetida: * fefu- (haber sido)
| Perfecto  | Activo     |
| --------- | ---------- |
| 1st Sing. | *fefuai    |
| 2nd Sing. | *fefuistai |
| 3rd Sing. | *fefued    |
| 1st Plur. | *fefuomos  |
| 2nd Plur. | *fefuistes |
| 3rd Plur. | *fefuēri   |

### Sustantivos
Los sustantivos pueden tener uno de tres géneros: masculino, femenino y neutro. Se rechazaron siete de los ocho casos protoindoeuropeos: nominativo, vocativo, acusativo, genitivo, dativo, ablativo y locativo. El caso instrumental se perdió totalmente. Los sustantivos también declinaron por número en singular y plural. El número dual ya no se distinguía, aunque algunos restos (como duo latino, ambō) aún conservaban alguna forma de la inflexión dual heredada.

#### Tallo-o
Esta clase corresponde a la segunda declinación del latín. Desciende de la declinación temática protoindoeuropea. La mayoría de los sustantivos en esta clase eran masculinos o neutros, pero también puede haber algunos sustantivos femeninos.
|            | *agros m. "agro" | *agros m. "agro" | *jugom n. "yugo" | *jugom n. "yugo" |
| Singular   | Plural           | Singular         | Plural           |                  |
| ---------- | ---------------- | ---------------- | ---------------- | ---------------- |
| Nominativo | *agros           | *agrōs ( *agroi) | *jugom           | *jugā            |
| Vocativo   | *agre            | *agrōs ( *agroi) | *jugom           | *jugā            |
| Acusativo  | *agrom           | *agrons          | *jugom           | *jugā            |
| Genitivo   | *agrosjo *agrī   | *agrom           | *jugosjo *jugī   | *jugom           |
| Dativo     | *agrōi           | *agrois          | *jugōi           | *jugois          |
| Ablativo   | *agrōd           | *agrois          | *jugōd           | *jugois          |
| Locativo   | *agroi? *agrei?  | *agrois          | *jugoi? *jugei?  | *jugois          |

- El genitivo singular en * -ī es de origen desconocido, pero se encuentra tanto en el itálico como en el celta. En su mayoría expulsó al genitivo más antiguo (presumiblemente heredado) en * -osco y latín. La forma más antigua se encuentra en algunas inscripciones. También se continúa en algunos genitivos pronominales, como cuius <* kʷojjo-s <* kʷosjo, con * -s añadido por analogía con el genitivo de la raíz consonante en * -os. En osco-umbro, ninguna terminación sobrevive, siendo reemplazada por -eis, la terminación i-raíz.
- El plural nominativo era originalmente * -ōs para sustantivos y adjetivos, y * -oi para formas pronominales. La distribución en proto-itálica no está clara, pero ciertamente ambas terminaciones todavía existían. La terminación * -ōs fue reemplazada por completo en latín a favor de * -oi, de ahí la clásica -ī. En el osco-umbro, sucedió lo contrario, donde * -oi fue reemplazado por * -ōs, en osco -ús y umbro -us.
- En latín antiguo, el genitivo plural seguía siendo generalmente -om, más tarde -um. Luego se reformó basándose en la forma ā-raíz * -āzom, dando al clásico -ōrum.[3][4][5][6][7]

#### Tallo-ā
Esta clase corresponde a la primera declinación del latín. Se deriva principalmente de sustantivos protoindoeuropeos en * -eh₂-  y contenía principalmente sustantivos femeninos, pero quizás algunos masculinos.
|            | *toutā f. "pueblo, gente" | *toutā f. "pueblo, gente" |
| Singular   | Plural                    |                           |
| ---------- | ------------------------- | ------------------------- |
| Nominativo | *toutā                    | *toutās                   |
| Vocativo   | *toutā                    | *toutās                   |
| Acusativo  | *toutām                   | *toutans                  |
| Genitivo   | *toutās                   | *toutāzom                 |
| Dativo     | *toutāi                   | *toutais                  |
| Ablativo   | *toutād                   | *toutais                  |
| Locativo   | *toutāi                   | *toutais                  |

- La terminación del acusativo singular habría sido * -am originalmente, debido al acortamiento de las vocales largas antes de la * -m final. Sin embargo, una vocal larga se encuentra en las formas atestiguadas. Esta vocal larga probablemente surgió por analogía con las otras terminaciones que tienen una vocal larga.
- La terminación plural del genitivo era originalmente una forma pronominal, PIE * -eh₂-soHom.[3][4][5][6][7]

#### Tallo-i
Esta clase corresponde a los sustantivos de la tercera declinación latina que tenían la terminación genitiva plural -ium (en lugar de -um). En latín, las raíces consonantes se fusionaron gradualmente con esta clase. Este proceso continuó en la era histórica; Por ejemplo, en la época de Julio César (c. 60 a. C.) las raíces -i todavía tenían una terminación plural acusativa distinta -īs, pero esto fue reemplazado por la terminación de consonantes -ēs en la época de Augusto (c. 1 dC). En protoitálico, como en las otras lenguas itálicas, las raíces i eran todavía un tipo muy distinto y no mostraban signos claros de fusión.
|            | *məntis f. "mentira" | *məntis f. "mentira" | *mari n. "mar"  | *mari n. "mar" |
| Singular   | Plural               | Singular             | Plural          |                |
| ---------- | -------------------- | -------------------- | --------------- | -------------- |
| Nominativo | *məntis              | *məntēs              | *mari           | *mariā (-īā?)  |
| Vocativo   | *məntis              | *məntēs              | *mari           | *mariā (-īā?)  |
| Acusativo  | *məntim              | *məntins             | *mari           | *mariā (-īā?)  |
| Genitivo   | *mənteis *məntjes    | *məntjom             | *mareis *marjes | *marjom        |
| Dativo     | *məntēi              | *məntiβos            | *marēi          | *mariβos       |
| Ablativo   | *məntīd              | *məntiβos            | *marīd          | *mariβos       |
| Locativo   | *məntei              | *məntiβos            | *marei          | *mariβos       |

Los sustantivos masculinos y femeninos declinaron por igual, mientras que los neutros tenían diferentes formas en el nominativo / acusativo / vocativo.
- Aparentemente, había dos formas diferentes del genitivo singular. La forma -eis se encuentra en osco-umbro. Sin embargo, -es aparece en el latín temprano, mientras que no hay ningún signo de * -eis. Esto podría reflejar la terminación de la raíz consonante, pero también podría provenir de * -jes. Compárese también * -wos de las raíces en U, que está atestiguado en latín antiguo, y puede representar una formación paralela.
- La forma original del plural nominativo / vocativo / acusativo neutro era * -ī. Esto se amplió añadiéndole la terminación de la raíz o.[3][4][5][6][7]

#### Tallos consonánticos
Esta clase contenía sustantivos con raíces que terminan en una variedad de consonantes. Incluían sustantivos raíz, n-tallos, r-tallos, s-tallos y t-tallos, entre otros. Corresponde a la tercera declinación del latín, que también incluye las raíces i, originalmente una clase distinta.
Los sustantivos masculinos y femeninos declinaron por igual, mientras que los neutros tenían diferentes formas en el nominativo, el acusativo y el vocativo.
|            | *sniks f. "nieve"  | *sniks f. "nieve" | *kord n. "cuerda" | *kord n. "cuerda" |
| Singular   | Plural             | Singular          | Plural            |                   |
| ---------- | ------------------ | ----------------- | ----------------- | ----------------- |
| Nominativo | *sniks             | *sniɣʷes          | *kord             | *kordā            |
| Vocativo   | *sniks             | *sniɣʷes          | *kord             | *kordā            |
| Acusativo  | *sniɣʷəm           | *sniɣʷəns         | *kord             | *kordā            |
| Genitivo   | *sniɣʷes *sniɣʷos  | *sniɣʷom          | *kordes *kordos   | *kordom           |
| Dativo     | *sniɣʷei           | *sniɣʷ(?)βos      | *kordei           | *kord(?)βos       |
| Ablativo   | *sniɣʷi (*sniɣʷa?) | *sniɣʷ(?)βos      | *kordi (*korda?)  | *kord(?)βos       |
| Locativo   | *sniɣʷi            | *sniɣʷ(?)βos      | *kordi            | *kord(?)βos       |

Los sustantivos en esta clase a menudo tenían una forma singular nominativa algo irregular. Esto creó varios subtipos, basados en la consonante final de la raíz.
Para la mayoría de los sustantivos de raíz consonante, la terminación del singular nominativo / vocativo era -s para los sustantivos masculinos y femeninos. Esta terminación causaría ensordecimiento, deslabialización y / o endurecimiento de la consonante final de la raíz, como se ve en * sniks arriba. Los sustantivos neutros no tienen final.
- Los tallos-n generalmente tenían la terminación * -ō, con el infijo * -on- (o tal vez * -en-) en los otros casos. El neutro tenía * -ən en el singular nom / voc / acc, mientras que la raíz de las formas restantes no está clara.
- tallos-n tenían * -ēr, alternando con * - (e) r-. La alternancia en la longitud de las vocales se perdió en latín, pero se conserva en osco.
- tallos-s tenían * -ōs (para masculinos y femeninos) o * -os (para neutros). Esto alternaba con * -ez- (o tal vez * -oz- en algunos sustantivos masculinos / femeninos) en las otras formas.
- Las raíces r / n eran un pequeño grupo de sustantivos neutros. Estos tenían * -o en el singular nominativo / vocativo / acusativo, pero * - (e) n- en las formas restantes.[3][4][5][6][7]

Otras notas:
- El genitivo singular tenía dos posibles terminaciones. Ambos están atestiguados uno al lado del otro en latín antiguo, aunque la terminación -es / -is también puede ser de las raíces i (ver más abajo). En osco-umbro, solo se encuentra la terminación i-raíz -eis.
- La terminación plural del nominativo masculino latino -ēs (con una vocal larga) se tomó de las raíces i.
- El plural neutro nominativo / vocativo / acusativo originalmente tenía un * -a corto como terminación, o alargamiento de la vocal antes de la consonante final. Ya en cursiva, esto fue reemplazado por la terminación de la raíz o * -ā.
- La terminación del plural dativo (¿ablativo / locativo?). Se habría agregado originalmente directamente a la raíz, sin vocal interpuesta. En latín, interviene una -e- o -i-, mientras que en osco-umbro la terminación se reemplaza por completo. No está claro cuál era la situación proto-itálica.